# Giuseppe Lanzone
Giuseppe Lanzone, né le 12 octobre 1982 à La Punta, au Pérou, est un rameur américain.
Il remporte la médaille de bronze lors des Championnats du monde[Quand ?]